# John Wake (1er baron Wake de Liddell)
Pour les articles homonymes, voir John Wake.
John Wake (1268 – vers le 10 avril 1300), 1er baron Wake de Liddell, est un baron anglais.

## Biographie
Né vraisemblablement en 1268, John Wake est le second fils de Baudouin Wake, membre de la famille anglo-normande des Wac, et d'Hawise de Quincy. Il a en outre une ascendance assez prestigieuse, car il est notamment l'arrière-petit-fils du prince de Galles Llywelyn le Grand et de Jeanne d'Angleterre, fille illégitime du roi d'Angleterre Jean sans Terre. Il prétend par ailleurs être un descendant d'Hereward l'Exilé par sa seconde épouse Alftruda. Il est aussi l'arrière-petit-fils du baron normand Hugues Wac, fondateur de l'abbaye de Longues dans le Bessin. 
John Wake est finalement l'héritier des biens paternels lorsque celui-ci meurt en 1282. Encore mineur, il est placé jusqu'à sa majorité, alors fixée à 21 ans, sous la tutelle d'Edmond de Cornouailles, cousin du roi Édouard Ier d'Angleterre. Le 24 juin 1295, il est convoqué par le roi pour assister au Parlement sous le titre de baron Wake de Liddell et assistera aux Parlements suivants sous ce même titre. 
Entre 1288 et 1297, Wake sert à maintes reprises en Guyenne, alors possession continentale des Plantagenêts. En 1297, il est nommé gardien des Marches dans le secteur du Cumberland et du Westmorland. Il prend ainsi part aux campagnes militaires du roi d'Angleterre en Écosse. Le 22 juillet 1298, il est présent à l'éclatante victoire anglaise à Falkirk, où les armées écossaises de William Wallace sont sèchement écrasées.

## Mariage et descendance
Il épouse avant le 24 septembre 1291 Jeanne de Fiennes, fille de Guillaume de Fiennes et de Blanche de Brienne. Leur union produit au moins trois enfants :
- Thomas Wake (vers le 20 mars 1298 – 31 mai 1349), 2e baron Wake de Liddell, épouse Blanche de Lancastre ;
- John Wake (vers 1299 – après le 24 mars 1322) ;
- Marguerite Wake (vers 1300 – 29 septembre 1349), 3e baronne Wake de Liddell, épouse John IV Comyn, puis Edmond de Woodstock, 1er comte de Kent.